# Oberthueria
Oberthueria é um gênero de mariposa pertencente à família dos endromídeos.